# Gonzalo Tagliabúe
Tagliabúe  Pérez est un nom espagnol. Le premier nom de famille, en général paternel, est Tagliabúe ; le second, en général maternel, souvent omis, est Pérez.
Gonzalo Tagliabúe, né le 18 juillet 1982, est un coureur cycliste uruguayen.

## Palmarès et résultats

### Palmarès par année
- 2001
  - 3e du championnat d'Uruguay de poursuite espoirs
- 2007
  - 1re et 5e étapes de la Rutas de América
  - 9e du championnat panaméricain sur route
- 2008
  - 6e étape du Tour d'Uruguay
- 2010
  - 2e de la Vuelta a los Puentes del Santa Lucía
  - 3e de la Doble Treinta y Tres
- 2011
  - 2ea étape de la Vuelta Chaná
- 2014
  - 2e du Tour d'Uruguay
- 2015
  - 3e de la Doble Treinta y Tres
- 2017
  - 4e étape des 500 Millas del Norte
- 2024
  - 1re étape des 500 Millas del Norte (contre-la-montre)

### Classements mondiaux
| Année            | 2005 | 2006 | 2007 | 2008 | 2009 | 2010 | 2011 | 2012 |
| ---------------- | ---- | ---- | ---- | ---- | ---- | ---- | ---- | ---- |
| UCI America Tour | 366e |      | 165e |      |      | 365e | 368e | 262e |